# Leopoldine Pohl
Leopoldine Kamilla Pohl (* 8. November 1924 in Donawitz als Leopoldine Kamilla Napečnik; † 13. Juni 1996 in Mautern in Steiermark) war eine österreichische SPÖ-Politikerin.

## Leben und Karriere
Leopoldine Napečnik war eine Tochter des Heizers Matthias Napečnik (* 23. Feber 1890) und der Kamilla geb. Petrač (* 24. Feber 1891). Die Eltern hatten am 5. August 1915 in Krainburg geheiratet. Am 17. September 1949 heiratete Leopoldine in Leoben Johann Pohl.
Nach der Volksschule absolvierte Pohl die Hauptschule und war als Verkäuferin tätig.
1960 wurde sie Gemeinderätin der Stadt Leoben, wo sie auch Bezirksvorsitzende der Sozialistische Frauen von Leoben wurde.
Leopoldine Pohl übernahm den geschäftsführenden Landesvorsitz der Sozialistischen Frauen der Steiermark und war Mitglied des Bundes-Frauenkomitees und des Bundesparteivorstandes der SPÖ, Mitglied des Bezirksschulrates und des Sozialhilfeverbandes.
Dem Bundesrat gehörte sie von 11. April 1961 bis 5. Dezember 1986 über einen Zeitraum von über 25 Jahren an.
Nach einem Gemeinderatsbeschluss im Juni 2023 wurde im September 2023 der Vorplatz des Leobener KulturQuartiers zu Ehren Pohls von Kirchgasse 6 in Leopoldine-Pohl-Platz umbenannt.